# Země Nezemě

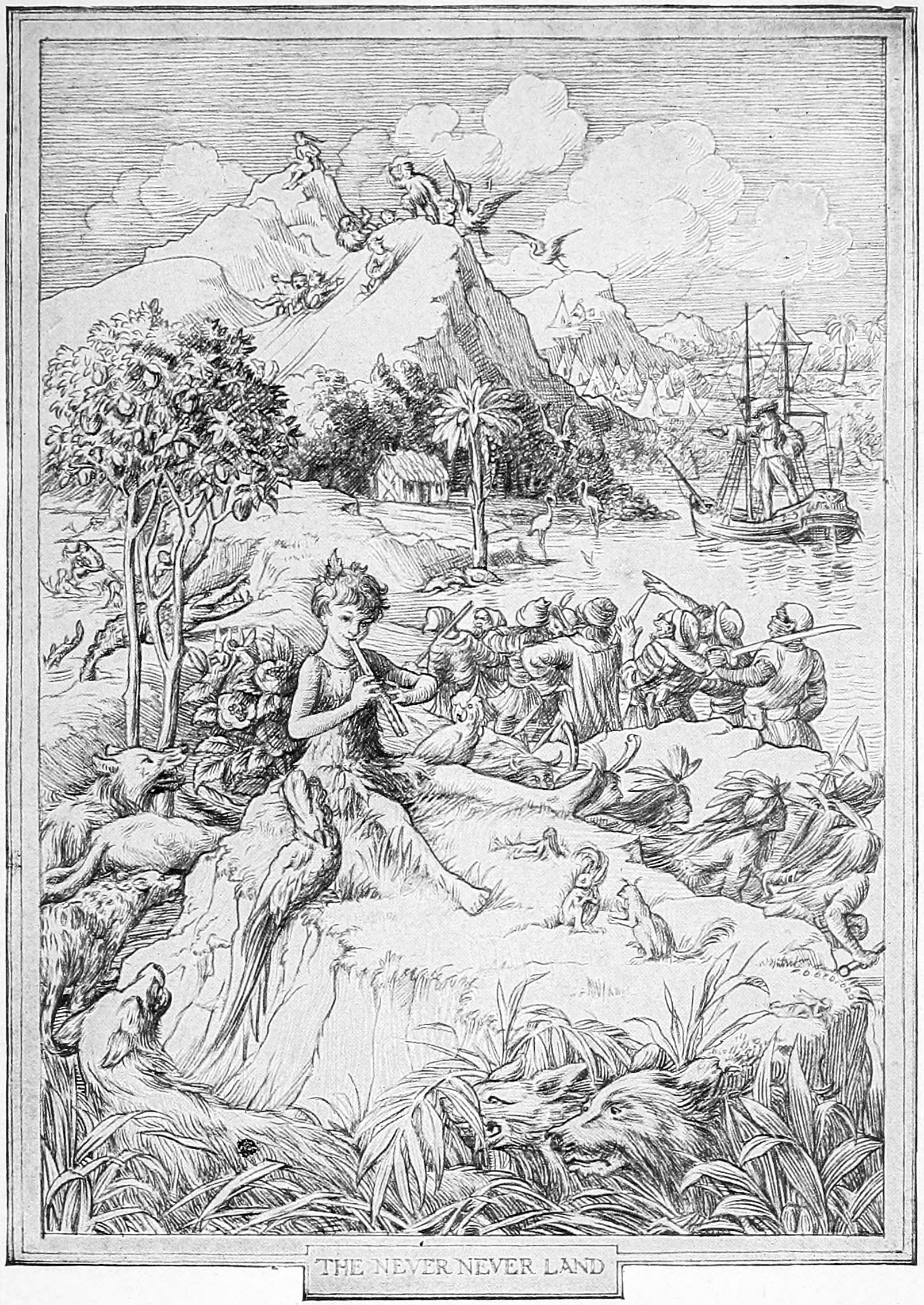
Ilustrace Petra Pana hrajícího na flétnu se Zemí Nezemí v pozadí podle F. D. Bedforda na námět knihy Petr a Wendy z roku 1911.

Země Nezemě (anglicky: Neverland, také psáno Never Land nebo rozvinutě Never Never Land) je fiktivní místo pocházející z literárního a dramatického díla skotského spisovatele a dramatika Jamese Matthewa Barrieho a dalších od něj odvozených literárních a audiovizuálních děl. V širším pojetí a významu tohoto slova, tak jak jej sám J. M. Barrie vysvětloval, se vlastně jedná o jakýsi fiktivní dětský svět lidské fantazie, který je přísně individuální, každé dítě (resp. každý člověk) jej má jinačí. Jde o metaforu pro fiktivní fantazijní svět (nacházející se kdesi, buďto ve hvězdách v Mléčné dráze, tedy ve vesmíru, nebo někde uprostřed velkého pozemského oceánu). Zde jde o jakýsi pomyslný svět věčného dětství, svět nekonečné dětské hravosti (dětinskosti), svět nesmrtelnosti a úniku z reality.
Podle představ J. M. Barrieho jde o místo odkud pochází a kde žijí různé fiktivní postavy jako například Petr Pan, Zvonilka a další víly a elfové, Ztracení chlapci, kapitán Hook a jeho piráti, květiny, zvířata, mořské panny a další fiktivní bytosti.
Původní název Never Never Land (česky patrně Země Nezemě Nezemě) byl použit poprvé v roce 1904, kdy byla uvedena premiéra původní divadelní hry o Petru Panovi. Později byl přenesen i do její knižní podoby Petr a Wendy z roku 1911, ve které se také objevily i názvy Neverland a Neverlands (množné číslo). Odtud pak tyto názvy pronikly do dalších literárních děl a později i do řady filmů o Petru Panovi, víle Zvonilce či kapitánu Hookovi. Zkrácený název Never Land (česky překládáno jako Země Nezemě), se poprvé objevil až v roce 1928 a v této formě se používá dodnes, možná proto, aby nedocházelo k nežádoucí záměně se skutečnou oblastí Never Never, která se nachází ve vnitrozemí Austrálie.
Podle výkladu J. M. Barrieho se Země Nezemě nacházejí v myslích všech dětí, a každou z nich připodobňuje k ostrovu, a každého dítěte je tento pomyslný "ostrov" jiný s tím, že se dají vystopovat určité rodinné podobnosti. To pak v jeho díle umožňuje sourozencům navštěvovat tyto své "ostrovy" navzájem.
Tak jako je velmi nejasná poloha pomyslné Země Nezemě, není i jasné i plynutí zdejšího času a vůbec fungování známých přírodních a fyzikálních zákonů. To umožňuje každému čtenáři či divákovi plně rozvinout svoji fantazii a dílo si tak dotvářet podle svého, výhodné je to i pro tvůrce odvozených uměleckých děl (například četných filmů), která pak mohou svoji vizi Země Nezemě vytvářet prakticky kdekoliv a její fungování zobrazovat jakkoliv.

## Hvězdná roklinka
Jistou část Země Nezemě, podle disneyovské filmové série o víle Zvonilce z roku 2008 (tu zahájil snímek Zvonilka), zabírá Hvězdná roklinka (anglicky Pixie Hollow). Žijí zde víly (anglicky Pixie) a elfové (nesprávně vílani, víláci či vílouši), rostou zde rostliny, žijí zde také různí živočichové i běžná pozemská zvířata. Hvězdná roklinka je zobrazována jakožto velký ostrov uprostřed moře, má tedy i vlastní mořskou zátoku, kam místní moře vyplavuje různé, lidmi ztracené věci (vzhledem k velké vzdálenosti Země Nezemě od Světa lidí ve vesmíru se sem tyto věci dostávají patrně nějakou nadpřirozenou cestou nebo jen v lidské fantazii).
Roklinka se skládá ze 4 hlavních částí: Jarní údolí, Letní palouk, Podzimní les a Zimoles (Zimní les). Centrem nadpřirozeného dění v roklince je pramen kouzelného zlatého prášku, který pak společně se Stromem obrození dává roklince život. Zlatý/bílý vílí prášek má velkou kouzelnou moc a je nutný pro zdejší existenci a život všech elfů a víl. Roklince vládne Královna Klarion. Zlatý/bílý prášek vílám umožňuje nejen jejich narození z dětského smíchu, ale i přenášení velmi těžkých břemen, létání ve vzduchoprázdnu ve vesmíru (Hvězdná roklinka se nachází podle úvodního filmu daleko ve hvězdách ve vesmíru) a mnohá další kouzla a čáry. Srdcem všech částí Hvězdné roklinky je mohutný dutý posvátný Strom obrození (anglicky Hollow Pixie), jehož kořeny sahají po celé Hvězdné roklince, tento strom pak dává celé roklince život.